# Nigerese presidentsverkiezingen 1999
De Nigerese presidentsverkiezingen in 1999 werd gehouden op 17 oktober en 24 november. De verkiezingen volgden op een militaire coup onder leiding van Daouda Malam Wanké op 9 april 1999. Daarbij werd de dictator Ibrahim Baré Maïnassara om het leven gebracht. Het nieuwe regime herstelde de democratie en schreef nieuwe verkiezingen uit voor het parlement. Ook werd er een nieuwe grondwet ontworpen die op 18 juli 1999 door de bevolking in een referendum werd aangenomen.
De verkiezingen werden gewonnen door Mamadou Tandja die in de tweede ronde Mahamadou Issoufou versloeg. In de tweede ronde kreeg Tandja steun van Mahamane Ousmane, terwijl Issoufou gesteund werd door Hamid Algabid, Moumouni Adamou Djermakoye en Ali Djibo. 

## Uitslag
| Kandidaat-partij                                                               | 1e ronde  | 1e ronde   | 2e ronde  | 2e ronde   |
| Kandidaat-partij                                                               | Stemmen   | Percentage | Stemmen   | Percentage |
| ------------------------------------------------------------------------------ | --------- | ---------- | --------- | ---------- |
| Mamadou Tandja – Nationale Beweging voor de Ontwikkeling van de Maatschappij   | 617.320   | 32.33      | 1.061.731 | 59.90      |
| Mahamadou Issoufou – Nigerese Partij voor Democratie en Socialisme             | 435.041   | 22.79      | 710.923   | 40.11      |
| Mahamane Ousmane - Democratische en Sociale Conventie                          | 429.827   | 22.51      |           |            |
| Hamid Algabid - Manifestatie voor Democratie en Vooruitgang                    | 206.763   | 10.83      |           |            |
| Moumouni Adamou Djermakoye - Nigerese Alliantie voor Democratie en Vooruitgang | 147.672   | 7.73       |           |            |
| André Salifou - Unie van Democratische en Progressieve Patriotten              | 39.641    | 2.08       |           |            |
| Amadou Ali Djibo - Unie van Onafhankelijke Nigeresen                           | 32.977    | 1.73       |           |            |
| Ongeldige- en blancostemmen                                                    | 81.129    |            | 42.757    |            |
| Totaal                                                                         | 1.990.370 | 100.0      | 1.815.411 | 100.0      |

1965 · 1970 · 1989 · 1993 · 1996 · 1999 · 2004 · 2011 · 2016